# Hookeriopsis negrensis
Hookeriopsis negrensis là một loài Rêu trong họ Hookeriaceae. Loài này được Broth. ex Thér. mô tả khoa học đầu tiên năm 1937.